# Paradella heptaphymata
Paradella heptaphymata là một loài chân đều trong họ Sphaeromatidae. Loài này được Shoukr, Mona & Rizk miêu tả khoa học năm 1987.